# Muzeum Ziemi Kaszubskiej i Sprzętów Militarnych w Goręczynie
Muzeum Ziemi Kaszubskiej i Sprzętów Militarnych w Goręczynie – prywatne muzeum położone w Goręczynie (powiat kartuski). Jego właścicielem jest Sławomir Kamiński.
Na zbiory muzeum składają się głównie militaria, z czego wiele pochodzi z okresu II wojny światowej. W skład kolekcji wchodzi wyposażenie, umundurowanie oraz elementy uzbrojenia zarówno Wehrmachtu (m.in. karabin maszynowy MG 34, korpus działka myśliwca Messerschmitt), jak i Armii Czerwonej (m.in. karabin maszynowy Maxim). Ponadto w zbiorach znajdują się stare przedmioty codziennego użytku (żelazka, lampy karbidowe, naczynia) oraz sprzęty i urządzenia rolnicze (brony, sochy, jarzma, pługi itp). Ponadto na podwórzu eksponowany jest samochód pożarniczy Star 25.